# The Beat Goes On (album de Super Junior D&E)
Pour les articles homonymes, voir The Beat Goes On.
Albums de Donghae & Eunhyuk
Ride Me
(2014)
Singles
1. Oppa, Oppa
Sortie : 16 décembre 2011
2. Still You
Sortie : 13 décembre 2013
3. Growing Pains
Sortie : 9 mars 2015

The Beat Goes On est le premier EP coréen du duo sud-coréen Super Junior-D&E, un sous-groupe du boys band Super Junior. L'album est sorti le 9 mars 2015 sous SM Entertainment.

## Liste des titres
| 1.    | The Beat Goes On            | Jo Yoonkyung                            | The Underdogs, Patrick J. Que Smith, Dewain Whitemore, Adonis Shropshire    | 3:08 |
| 2.    | Growing Pains (너는 나만큼) | Lee Donghae, Team One Sound             | Lee Donghae, Team One Sound                                                 | 3:21 |
| 3.    | Sweater & Jeans             | Seo Jiyoung                             | Meagan Cottone, Nathan Duvall, Mich Hansen, Daniel Davidsen, Peter Wallevik | 3:38 |
| 4.    | Breaking Up                 | Goo Taewoo                              | Ryan S.Jhun, Denzil "DR" Remedios, Antwann Frost                            | 3:40 |
| 5.    | Lights, Camera, Action!     | JQ (제이큐)                             | NoizeBank                                                                   | 3:17 |
| 6.    | Can You Feel It? (촉이와)   | Lee Yoojin, Team One Sound, January 8th | Will Simms, Martin Mulholland, Nermin Harambasic                            | 3:29 |
| 7.    | Mother                      | Lee Donghae, Team One Sound             | Lee Donghae, Team One Sound                                                 | 3:56 |
| 24:29 |                             |                                         |                                                                             |      |

| The Beat Goes On (Special Edition) | The Beat Goes On (Special Edition)    | The Beat Goes On (Special Edition)      | The Beat Goes On (Special Edition)                                          | The Beat Goes On (Special Edition) | The Beat Goes On (Special Edition) | The Beat Goes On (Special Edition) | The Beat Goes On (Special Edition) | The Beat Goes On (Special Edition) | The Beat Goes On (Special Edition) |
| No                                 | Titre                                 | Auteur                                  | Producteur(s)                                                               | Durée                              |                                    |                                    |                                    |                                    |                                    |
| ---------------------------------- | ------------------------------------- | --------------------------------------- | --------------------------------------------------------------------------- | ---------------------------------- | ---------------------------------- | ---------------------------------- | ---------------------------------- | ---------------------------------- | ---------------------------------- |
| 1.                                 | The Beat Goes On                      | Jo Yoonkyung                            | The Underdogs, Patrick J. Que Smith, Dewain Whitemore, Adonis Shropshire    | 3:08                               |                                    |                                    |                                    |                                    |                                    |
| 2.                                 | Growing Pains (너는 나만큼)           | Lee Donghae, Team One Sound             | Lee Donghae, Team One Sound                                                 | 3:21                               |                                    |                                    |                                    |                                    |                                    |
| 3.                                 | Motorcycle                            | JQ                                      | Lars Pedersen, Remee S. Jackman, Nicky Fredrik Russell, Feras Agwa          | 3:26                               |                                    |                                    |                                    |                                    |                                    |
| 4.                                 | 1+1=Love                              | Lee Donghae, Team One Sound             | Lee Donghae, Team One Sound                                                 | 3:32                               |                                    |                                    |                                    |                                    |                                    |
| 5.                                 | Love That I Need (feat. Henry de SJM) | Lee Donghae, Eunhyuk                    | NoizeBank                                                                   | 3:27                               |                                    |                                    |                                    |                                    |                                    |
| 6.                                 | I Wanna Dance (사네)                  | Team One Sound                          | Team One Sound                                                              | 3:28                               |                                    |                                    |                                    |                                    |                                    |
| 7.                                 | Sweater & Jeans                       | Seo Jiyoung                             | Meagan Cottone, Nathan Duvall, Mich Hansen, Daniel Davidsen, Peter Wallevik | 3:38                               |                                    |                                    |                                    |                                    |                                    |
| 8.                                 | Breaking Up                           | Goo Taewoo                              | Ryan S.Jhun, Denzil "DR" Remedios, Antwann Frost                            | 3:40                               |                                    |                                    |                                    |                                    |                                    |
| 9.                                 | Can You Feel It? (촉이와)             | Lee Yoojin, Team One Sound, January 8th | Will Simms, Martin Mulholland, Nermin Harambasic                            | 3:29                               |                                    |                                    |                                    |                                    |                                    |
| 10.                                | Lights, Camera, Action!               | JQ (제이큐)                             | NoizeBank                                                                   | 3:17                               |                                    |                                    |                                    |                                    |                                    |
| 11.                                | Oppa, Oppa (떴다 오빠)                | Youngsky and Peter                      | Youngsky and Peter, Steve Greenberg                                         | 3:17                               |                                    |                                    |                                    |                                    |                                    |
| 12.                                | Mother                                | Lee Donghae, Team One Sound             | Lee Donghae, Team One Sound                                                 | 3:56                               |                                    |                                    |                                    |                                    |                                    |
| 13.                                | Still You (아직도 난)                 | Lee Donghae, Team One Sound             | Lee Donghae, Team One Sound                                                 | 3:37                               |                                    |                                    |                                    |                                    |                                    |
| 45:19                              |                                       |                                         |                                                                             |                                    |                                    |                                    |                                    |                                    |                                    |

## Classement
The Beat Goes On
| Pays         | Classement                       | Meilleure position |
| ------------ | -------------------------------- | ------------------ |
| Corée du Sud | Gaon Weekly album chart          | 1                  |
| Corée du Sud | Gaon Weekly domestic album chart | 1                  |
| États-Unis   | Billboard World Album chart      | 4                  |

The Beat Goes On (Special Edition)
| Pays         | Classement                       | Meilleure position |
| ------------ | -------------------------------- | ------------------ |
| Corée du Sud | Gaon Weekly album chart          |                    |
| Corée du Sud | Gaon Weekly domestic album chart | 2                  |
| États-Unis   | Billboard World Album chart      |                    |

## Ventes
| 2015  | Mars  | 3               | Plus de 71 434  | 9               | Plus de 27 328  |                 |                 |                 |
| 2015  | Avril | –               | –               | 15              | Plus de 4 898   |                 |                 |                 |
| Total | Total | Plus de 103 660 | Plus de 103 660 | Plus de 103 660 | Plus de 103 660 | Plus de 103 660 | Plus de 103 660 | Plus de 103 660 |

## Historique de sortie
| Pays         | Date                                                   | Format                                            | Label    |
| ------------ | ------------------------------------------------------ | ------------------------------------------------- | -------- |
| Corée du Sud | 6 mars 2015 9 mars 2015 24 mars 2015 (Special Edition) | Téléchargement légal CD Téléchargement légal / CD | KT Music |